# Samúel Friðjónsson
Samúel Kári Friðjónsson (* 22. Februar 1996 in Reykjanesbær) ist ein isländischer Fußballspieler. Der isländische Nationalspieler ist defensiv variabel einsetzbar und steht bei Viking Stavanger unter Vertrag.

## Karriere

### Verein
Samúel Friðjónsson stammt aus der Jugend von Keflavík ÍF. Ab 2013 kam er für die erste Mannschaft des Vereins in der ersten isländischen Liga sowie im Ligapokal zum Einsatz.
Im Sommer 2013 wurde der Isländer vom englischen Zweitligisten FC Reading verpflichtet und in dessen Nachwuchsmannschaften in der Premier League 2 eingesetzt. Mit der U18 scheiterte er im Halbfinale des FA Youth Cups.
Zur Saison 2016 wechselte Samúel Friðjónsson in die erste norwegische Liga zu Vålerenga Oslo. Aufgrund einer Knieverletzung verpasste er diese Spielzeit jedoch komplett und konnte erst zur Folgesaison für den Verein aktiv werden. Er kam auf dreizehn Pflichtspieleinsätze (zwei Tore) für die Profis in Liga und Pokal sowie neun Spiele für die zweite Mannschaft (ein Tor).
Nach einer weiteren Saison, in der der Isländer mit Vålerenga bis ins Pokalviertelfinale gelangte, wechselte er für die Saison 2019 leihweise zum Erstligaaufsteiger Viking Stavanger. Als Stammspieler beendete der Mittelfeldspieler die Saison mit dem Verein auf Rang 5 und wurde norwegischer Pokalsieger.
Zur Mitte Januar 2020 beginnenden Rückrunde der Bundesligasaison 2019/20 wechselte Samúel Friðjónsson ohne weitere Aktivitäten für Oslo anschließend nach Deutschland zum SC Paderborn 07, wo er einen bis Juni 2022 gültigen Vertrag erhielt. Sein Bundesligadebüt gab er am 23. Spieltag gegen den FC Bayern München, als er in der 83. Minute für Dennis Srbeny eingewechselt wurde.
In den ersten drei Spielen in der neuen Saison wurde er nicht eingesetzt. Anfang Oktober 2020 wechselte Samúel Friðjónsson kurz vor Ende des wegen der COVID-19-Pandemie verlängerten Transferfensters zurück nach Norwegen zu Viking Stavanger und unterschrieb dort einen Vertrag bis 2022.

### Nationalmannschaft
Nach Einsätzen für isländische Nachwuchsnationalmannschaften, unter anderem für die U21, mit der er an der EM 2017 teilnahm, wurde Samúel Friðjónsson im Jahr 2018 für mehrere Freundschaftsspiele in den Kader der A-Nationalmannschaft Islands berufen. Er stand im Aufgebot für die WM 2018 in Russland, bei der Island in der Gruppenphase ausschied, wurde jedoch nicht eingesetzt. In der anschließend ausgetragenen UEFA Nations League spielte der Verteidiger mit Island in der höchsten der vier Ligen.

## Erfolge
Viking Stavanger
- Norwegischer Pokalsieger: 2019